# Fairey P.4/34
Il Fairey P.4/34 era un aereo da bombardamento monomotore ad ala bassa destinato all'impiego terrestre, prodotto dall'azienda britannica Fairey Aviation Company Limited negli anni quaranta.

## Storia del progetto
Il 12 novembre 1934 l'Air Ministry britannico (Ministero dell'Aria) emise la Specifica P.4/34E relativa ad un bombardiere leggero diurno che potesse essere schierato anche nel ruolo di appoggio aereo alle truppe (Close Air Support), capace di volare a 483 km/h con un carico bellico di 225 kg. Alla specifica risposero la Fairey Aviation Company Ltd, la Gloster Aircraft Company e la Hawker Aircraft che provvidero a presentare i relativi disegni. Solo la Hawker Aircraft e la Fairey ricevettero l'autorizzazione a costruire ognuna due prototipi dei propri progetti presentati. Il disegno del Fairey P.4/34 venne sviluppato dal capo progettista della ditta, ingegnere Marcel Lobelle, ed era relativo ad un monoplano ad ala bassa, di costruzione interamente metallica, dotato di propulsore in linea Rolls-Royce Merlin I erogante 1.080 HP, con un equipaggio di due persone, disposte in tandem sotto un lungo tettuccio vetrato. La sua configurazione generale era simile al precedente bombardiere Fairey Battle, ma il P.4/34 era più piccolo ed aveva un carrello d'atterraggio a carreggiata più larga, interamente retrattile. L'aereo fu presentato come bombardiere leggero a tuffo, come richiesto dalla specifica, e portava il suo carico di due bombe da 113 kg esternamente, mentre il velivolo della Hawker disponeva di una stiva bombe interna.

## Tecnica
Il Fairey P.4/34 era un aereo da bombardamento leggero, monomotore, monoplano ad ala media, realizzato interamente in materiali metallici. La cabina di pilotaggio era collocata all'altezza del bordo d'attacco delle ali, separata dalla postazione posteriore del navigatore/marconista da un vano intermedio vetrato. Il carrello di atterraggio era di tipo triciclo posteriore, interamente retrattile. La ritrazione delle ruote avveniva di piatto, con movimento verso la parte interna dell'ala; le ruote erano alloggiate interamente nello spessore delle semiali. Il ruotino del carrello posteriore, non retraibile, era alloggiato nella parte posteriore della fusoliera.
Il propulsore installato era il V 12 Rolls-Royce Merlin I, raffreddato a liquido, erogante la potenza di 1 030 hp. Esso azionava un'elica tripala metallica. Nella parte inferiore della sezione anteriore era disposta la presa d'aria per il circuito di raffreddamento del motore.
L'armamento difensivo si basava su una mitragliatrice Browning calibro 0.30 in (pari a 7,7 mm). Il massimo carico di bombe trasportabile era pari a 225 kg, e consisteva generalmente in due bombe da 113 kg, trasportate appese sotto le semiali.

## Impiego operativo
Il primo esemplare (matricola K5099) volò per la prima volta il 13 gennaio 1937 nelle mani del collaudatore Chris Stanisland, mentre il prototipo dell'Hawker Henley lo seguì il 10 marzo 1937. L'aereo proposto dalla Hawker venne ritenuto superiore al Fairey P.4/34 ma, comunque, la specifica per un bombardiere leggero era stata cambiata, ed il nuovo velivolo sarebbe entrato in servizio come aereo per il traino bersagli.
Il P.4/34 servì come base per un caccia imbarcato, biposto, a lungo raggio per la Fleet Air Arm, secondo i requisiti della Specifica O.8/38. Il secondo prototipo del P.4/34 (matricola K 7555) venne modificato per rispondere al requisito O.8/38, ricevendo un'ala di apertura ridotta ed un piano di coda più basso. L'aereo così modificato divenne il prototipo aerodinamico del successivo caccia imbarcato Fairey Fulmar, ed andò in volo per la prima volta il 25 marzo 1938 dall'aeroporto Great West di Londra, nelle mani del collaudatore Chris Stanisland. Più tardi il velivolo venne usato per esaminare i flaps retrattili Fairey-Youngman che dovevano essere installati sul caccia imbarcato Fairey Firefly. Il primo prototipo venne usato per prove sugli effetti del volo tra i cavi dei palloni di sbarramento.

### Danimarca
Il Servizio Aeronautico della Marina Danese (Hærens Flyvertropper) si interessò al P.4/34 e ne acquistò la licenza di produzione.
In seguito fu emesso un ordine per la costruzione di 12 caccia a lungo raggio Fairey P.4/34 (Serials 93-104) con cui sostituire i vecchi caccia biplani Hawker Nimrod LVB allora in servizio. La costruzione dei dodici aerei (matricole O.V.231-242) doveva avvenire su licenza presso gli stabilimenti aeronautici Orlogsværftet di Copenaghen, con inizio dal febbraio 1939. A causa di problemi tecnici, nessuno di essi fu completato o consegnato prima del 9 aprile 1940, data dell'invasione tedesca. Con questi aerei si sarebbe dovuta costituire la nuova 3ª Luftflottille.

## Utilizzatori
Regno Unito
- Fairey Aviation Company Limited
- Royal Aircraft Establishment

utilizzati solamente in test comparativi.

### Periodici
- Nico Sgarlato, Fulmar: eroe per caso, in Aerei nella Storia, No.81, Parma, West-Ward Edizioni, dicembre 2011-gennaio 2012 2004,  pp. 16-22, ISSN 1591-1071.

### Galleria d'immagini
- (EN) David P. Johnson, Fairey P.4/34 K7555 (prototype of Fulmar), su HistoricAircraft.org, http://www.historicaircraft.org/. URL consultato il 21 settembre 2012 (archiviato dall'url originale il 27 settembre 2007).